# 吉峰站
吉峰站（朝鲜语：길봉역；）曾为朝鲜铁路新兴线上的一个车站，位于咸镜南道新兴郡，废止时间不明。